# Симфония № 3 (Нильсен)
Симфония № 3 «Simfonia Espansiva», соч. 27, FS 60 — сочинение Карла Нильсена, написанное между 1910 и 1911 годами. Премьера произведения состоялась 28 февраля 1912 года в исполнении Датского королевского оркестра. Симфония примечательна тем, что она содержит вокальные партии. Примерная продолжительность композиции ― 35 минут.

## Структура
Симфония состоит из четырёх частей:
1. Allegro espansivo

1. Andante pastorale

1. Allegretto un poco

1. Finale. Allegro

## Исполнительский состав
- 3 флейты
- 3 гобоя
- 3 кларнета
- 3 фагота
- 4 валторны in F
- 3 трубы in F
- 3 тромбона (2 тенора, 1 бас)
- туба
- литавры
- 1 сопрано (во 2 части)
- 1 баритон (во 2 части)
- струнные